# Schillerdenkmal (Frankfurt am Main)

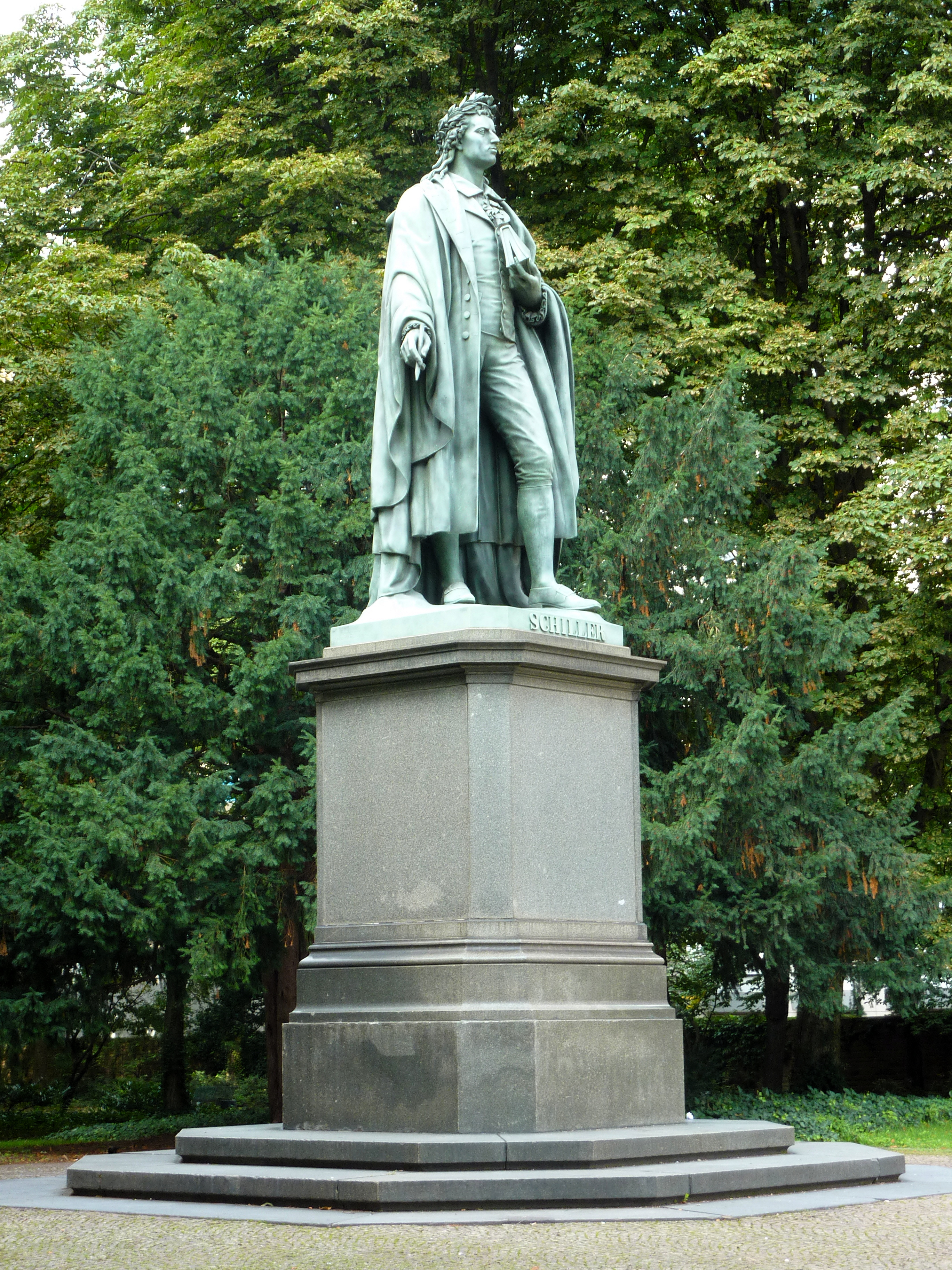
Das Schillerdenkmal in der Taunusanlage in Frankfurt am Main

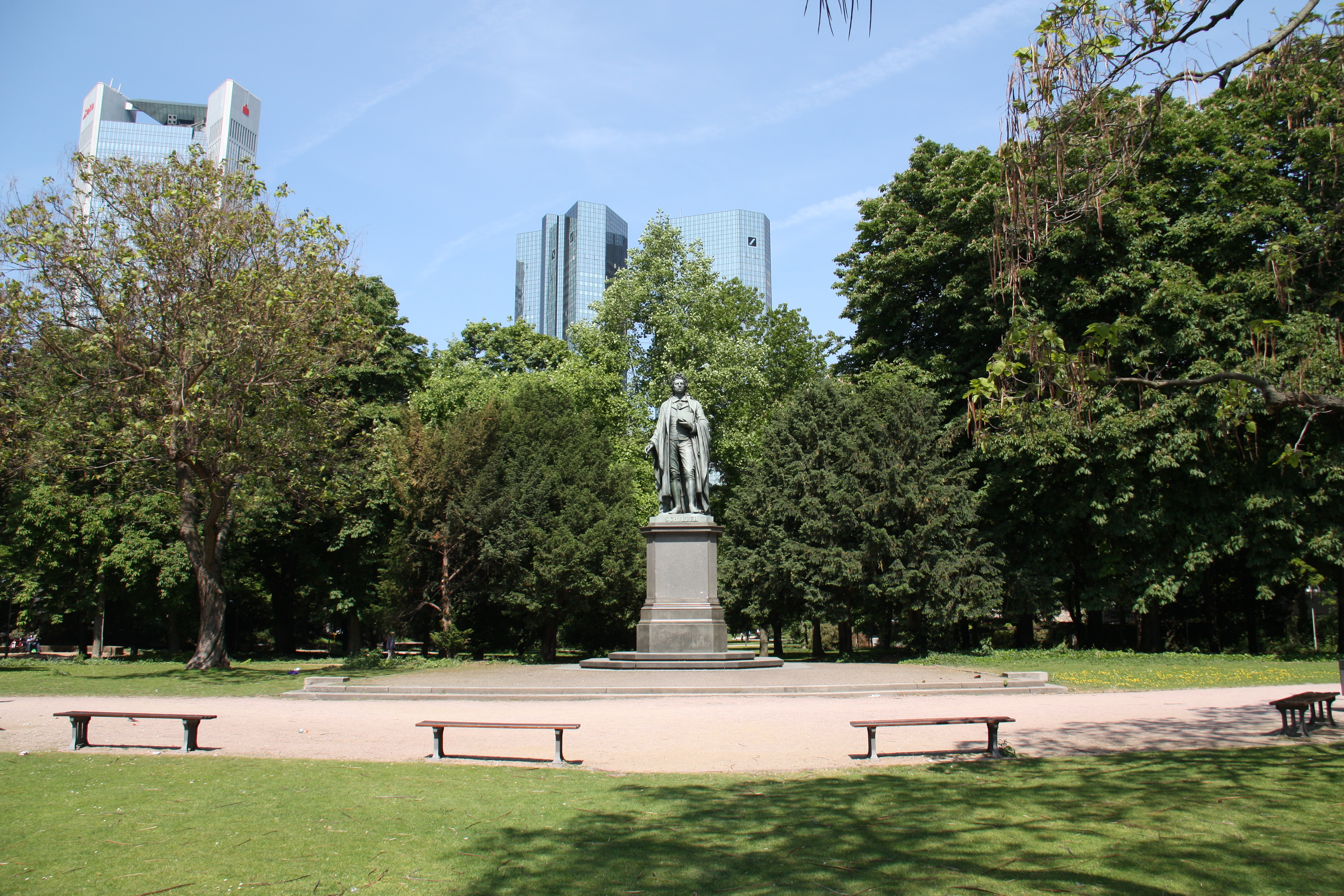
Panoramablick mit den Zwillingstürmen der Deutschen Bank (in der Mitte) und Gebäuden der Frankfurter Sparkasse/Deka (links) im Hintergrund

Das Schillerdenkmal in Frankfurt am Main ist eine Bronzestatue, die den deutschen Dichter Friedrich Schiller (1759–1805) darstellt. Es steht seit 1955 in der Taunusanlage im Frankfurter Bankenviertel. Seit 2009 bestehen Pläne, es an seinen ursprünglichen Platz An der Hauptwache zurückzuversetzen.

## Geschichte
Im Schillerjahr 1859 wollten Frankfurter Bürger dem Dichter ein öffentliches Denkmal setzen. Schiller hatte zwischen 1782 und 1784 dreimal in Frankfurt gewohnt. Sein Drama Kabale und Liebe war am 13. April 1784 im Frankfurter Stadttheater uraufgeführt worden. Zu einem von Johannes Classen und Theodor Creizenach inszenierten Schillerfest am 10. November 1859 versammelten sich über 40.000 auswärtige Gäste. Am Rande des Festes wurde das Freie Deutsche Hochstift gegründet.
Der Frankfurter Bildhauer Johannes Dielmann hatte ein Gipsmodell für das Denkmal entworfen. Anlässlich der Enthüllung des Modells auf dem Römerberg überreichten ihm die Initiatoren des Denkmalprojekts den erstes Preis für seinen Entwurf.
 Aufgestellt und enthüllt wurde das Denkmal am 9. Mai 1864 auf dem Paradeplatz neben der Hauptwache, der danach in Schillerplatz  umbenannt wurde. 1938 wurde das Denkmal auf den damals Horst-Wessel-Platz genannten Rathenauplatz versetzt, gegenüber dem 1844 errichteten Goethedenkmal auf dem Goetheplatz. Seit Mai 1955, zum 150. Todestag Schillers, steht das Denkmal an seinem heutigen Ort am Taunustor. Ganz in der Nähe, in der Gallusanlage, hatte 1952 das im Krieg beschädigte und restaurierte Goethedenkmal seinen vorläufigen Standort gefunden, von wo es 2007 wieder an seinen ursprünglichen Ort auf dem Goetheplatz zurückkehrte.
Das Schillerdenkmal wurde 2005 aufwendig restauriert. Im Rahmen von Überlegungen, den Platz An der Hauptwache umzugestalten, wurde 2009 und erneut 2021 angeregt, dass auch das Schillerdenkmal wieder an seinen Ursprungsstandort zurückkehrt. Bislang blieben diese Pläne jedoch unverwirklicht.

## Beschreibung
Das Standbild des Dichters ist ca. vier Meter hoch. Es wurde aus Bronze gegossen und steht auf einem gleichhohen, kubischen Sockel aus Syenit. Schiller ist mit Culotte und Weste bekleidet und trägt darüber einen leichten Mantel. In der angewinkelten linken Hand hält er ein Buch, in der nach unten ausgestreckten rechten Hand eine Schreibfeder. Der Lorbeerkranz auf dem Kopf ist als eine besondere Ehrung zu verstehen und unterstreicht die Bedeutung Schillers für die deutsche Literatur.